# Antoni Alcázar i Alonso
Antoni Alcázar i Alonso (Torreagüera, 2 de maig de 1902 - Barcelona, 6 de desembre de 1966) fou un futbolista català de les dècades de 1920 i 1930.

## Trajectòria
Nascut a Torreagüera, Regió de Múrcia, amb només un any es traslladà a Barcelona, essent, per tant català d'adopció. Es formà futbolísticament a Catalunya a un club del barri de Gràcia anomenat Neptú i posteriorment al CE Europa. Jugava a la posició d'extrem esquerre. Defensà el colors del primer equip del CE Europa durant més d'una dècada, entre 1919 i 1932. Un gol seu va donar la victòria a l'Europa al Campionat de Catalunya de la temporada 1922-23. Aquesta mateixa temporada el club arribà a la final de la Copa d'Espanya. Disputà també les tres primeres temporades del club a la primera divisió, entre 1929 i 1931.
Fou el primer jugador internacional espanyol que va tenir l'Europa. Disputà dos partits. Debutà l'1 de juny de 1925 enfront Suïssa en un partit que acabà 0-3, disputat a Berna. El segon es disputà tretze dies després a València davant Itàlia finalitzat amb victòria per 1 a 0. També fou internacional amb la selecció catalana de futbol. El 6 de febrer de 1921, quan encara no tenia 19 anys, debutà amb Catalunya en un partit enfront França del Sud-oest que acabà amb la victòria catalana per 5 a 1.

## Palmarès
- Campionat de Catalunya de futbol: 1
  - 1922-23